# Ceyrat
Pour l’article ayant un titre homophone, voir Serra.
Ceyrat (/sɛ.ʁa/) est une commune française, située dans le département du Puy-de-Dôme en région Auvergne-Rhône-Alpes.
Intégrée dans l'unité urbaine et l'aire d'attraction de Clermont-Ferrand, au sud de la capitale auvergnate, elle est peuplée de 6 548 habitants au recensement de 2022, appelés les Ceyratois et les Ceyratoises.

## Géographie

### Localisation
La commune, située au sud-ouest de Clermont-Ferrand, appartient à la communauté urbaine Clermont Auvergne Métropole. Elle adhère au parc naturel régional des Volcans d'Auvergne.
Ceyrat est composé de deux bourgs (Ceyrat et Boisséjour).

### Communes limitrophes
Six communes jouxtent Ceyrat :
Les communes limitrophes sont  Beaumont, Chamalières, Clermont-Ferrand, Romagnat, Royat et Saint-Genès-Champanelle.
| Royat                   | Chamalières | Clermont-Ferrand |
| Saint-Genès-Champanelle | Ceyrat      | Beaumont         |
|                         |             | Romagnat         |

### Géologie et relief
Quelques édifices volcaniques se situent sur la commune de Ceyrat comme le puy de Montrognon, une ancienne cheminée volcanique d'environ vingt millions d'années, ou le puy de Gravenoire.
La ville en elle-même se situe à l'extrémité sud de la faille de la Limagne.

### Hydrographie
La commune de Ceyrat est traversée par la rivière Artière, affluent de l'Allier. Prenant sa source entre 950 et 970 m d'altitude, elle se compose en fait de deux bras qui confluent à Beaumont au stade de l'Artière à 450 m d'altitude. Les deux bras naissent sur le territoire de la commune voisine de Saint-Genès-Champanelle. Le bras nord, celui de Boisséjour, prend sa source à Manson. Il reçoit au niveau de Boisséjour le ruisseau de Préguille (Prasguille sur le cadastre napoléonien) qui descend de Thèdes. Le bras sud prend sa source à Chatrat. Ce bras se nomme d'abord ruisseau de Saint-Genès et ne prend le nom d'Artière que lorsqu'il sort des gorges de Ceyrat.

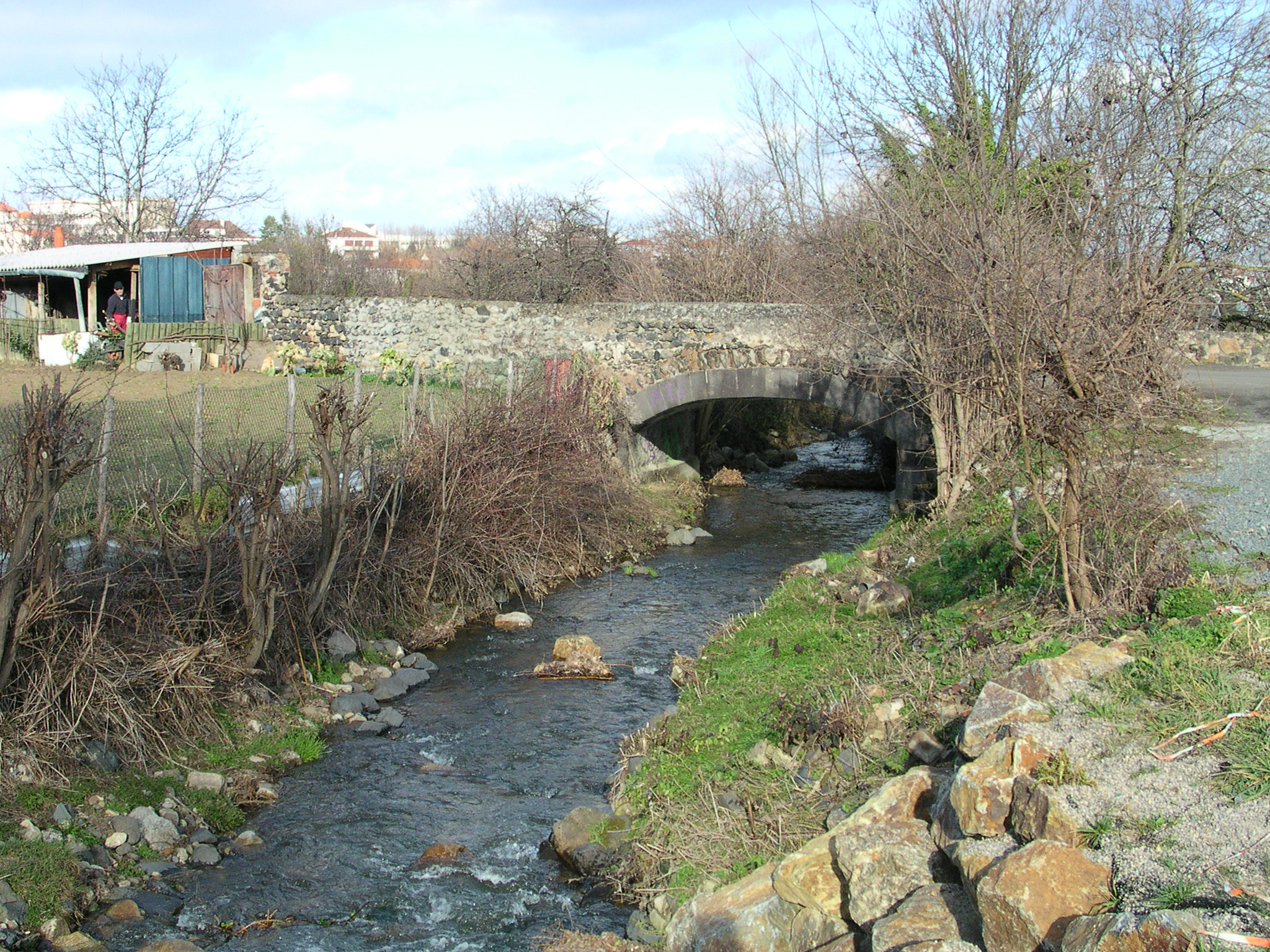
L'Artière à Beaumont.
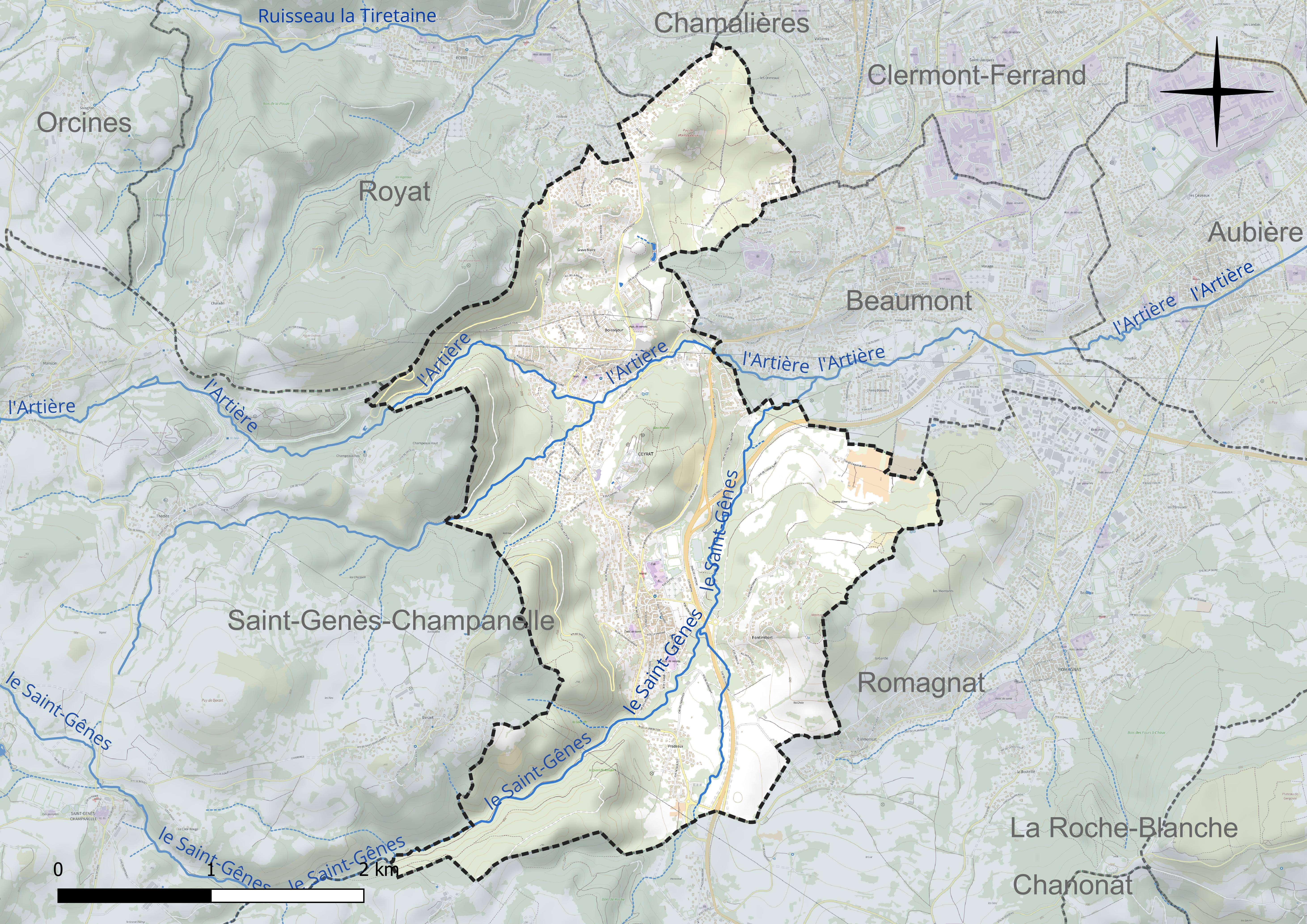
Réseau hydrographique de Ceyrat.

### Climat
Pour des articles plus généraux, voir Climat d'Auvergne-Rhône-Alpes et Climat du Puy-de-Dôme.
En 2010, le climat de la commune est de type climat des marges montargnardes, selon une étude du Centre national de la recherche scientifique s'appuyant sur une série de données couvrant la période 1971-2000. En 2020, Météo-France publie une typologie des climats de la France métropolitaine dans laquelle la commune est exposée à un climat de montagne ou de marges de montagne et est dans la région climatique Nord-est du Massif central, caractérisée par une pluviométrie annuelle de 800 à 1 200 mm, bien répartie dans l'année.
Pour la période 1971-2000, la température annuelle moyenne est de 10,5 °C, avec une amplitude thermique annuelle de 16,3 °C. Le cumul annuel moyen de précipitations est de 887 mm, avec 9,5 jours de précipitations en janvier et 7,2 jours en juillet. Pour la période 1991-2020, la température moyenne annuelle observée sur la station météorologique de Météo-France la plus proche, « Clermont-Ferrand », sur la commune de Clermont-Ferrand à six km à vol d'oiseau, est de 12,1 °C et le cumul annuel moyen de précipitations est de 563,4 mm,. Pour l'avenir, les paramètres climatiques de la commune estimés pour 2050 selon différents scénarios d'émission de gaz à effet de serre sont consultables sur un site dédié publié par Météo-France en novembre 2022.
| Mois                                  | jan.             | fév.            | mars             | avril           | mai             | juin          | jui.            | août           | sep.            | oct.            | nov.             | déc.             | année     |
| ------------------------------------- | ---------------- | --------------- | ---------------- | --------------- | --------------- | ------------- | --------------- | -------------- | --------------- | --------------- | ---------------- | ---------------- | --------- |
| Température minimale moyenne (°C)     | 0,6              | 0,6             | 3                | 5,3             | 9,1             | 12,6          | 14,5            | 14,4           | 10,9            | 8,3             | 3,9              | 1,4              | 7,1       |
| Température moyenne (°C)              | 4,3              | 5,1             | 8,3              | 10,9            | 14,8            | 18,4          | 20,6            | 20,6           | 16,7            | 13              | 7,9              | 5                | 12,1      |
| Température maximale moyenne (°C)     | 8                | 9,5             | 13,7             | 16,6            | 20,5            | 24,2          | 26,8            | 26,8           | 22,5            | 17,8            | 12               | 8,6              | 17,3      |
| Record de froid (°C) date du record   | −23,1 05.01.1971 | −29 14.02.1929  | −21,3 11.03.1931 | −7,1 08.04.03   | −4,2 02.05.1938 | 1 02.06.1975  | 3,8 03.07.1948  | 2,4 24.08.1980 | −3 24.09.1928   | −9,2 29.10.1997 | −11,8 23.11.1993 | −25,8 18.12.1933 | −29 1929  |
| Record de chaleur (°C) date du record | 22,1 30.01.02    | 25,9 28.02.1960 | 26,6 25.03.1981  | 31,3 16.04.1949 | 33 17.05.1945   | 40,9 26.06.19 | 40,7 31.07.1983 | 40,4 24.08.23  | 36,8 16.09.1987 | 33,2 02.10.23   | 24,7 08.11.15    | 21,9 30.12.1925  | 40,9 2019 |
| Ensoleillement (h)                    | 846              | 1 096           | 1 654            | 1 791           | 1 997           | 2 252         | 2 556           | 2 432          | 1 914           | 136             | 903              | 777              | 19 579    |
| Précipitations (mm)                   | 26,6             | 18,7            | 26,1             | 51,1            | 66,5            | 67,5          | 63,3            | 62             | 57,5            | 48,8            | 46,2             | 29,1             | 563,4     |

## Urbanisme

### Typologie
Au 1er janvier 2024, Ceyrat est catégorisée ceinture urbaine, selon la nouvelle grille communale de densité à sept niveaux définie par l'Insee en 2022.
Elle appartient à l'unité urbaine de Clermont-Ferrand, une agglomération intra-départementale regroupant 17 communes, dont elle est une commune de la banlieue,,. Par ailleurs la commune fait partie de l'aire d'attraction de Clermont-Ferrand, dont elle est une commune de la couronne,. Cette aire, qui regroupe 209 communes, est catégorisée dans les aires de 200 000 à moins de 700 000 habitants,.

### Occupation des sols

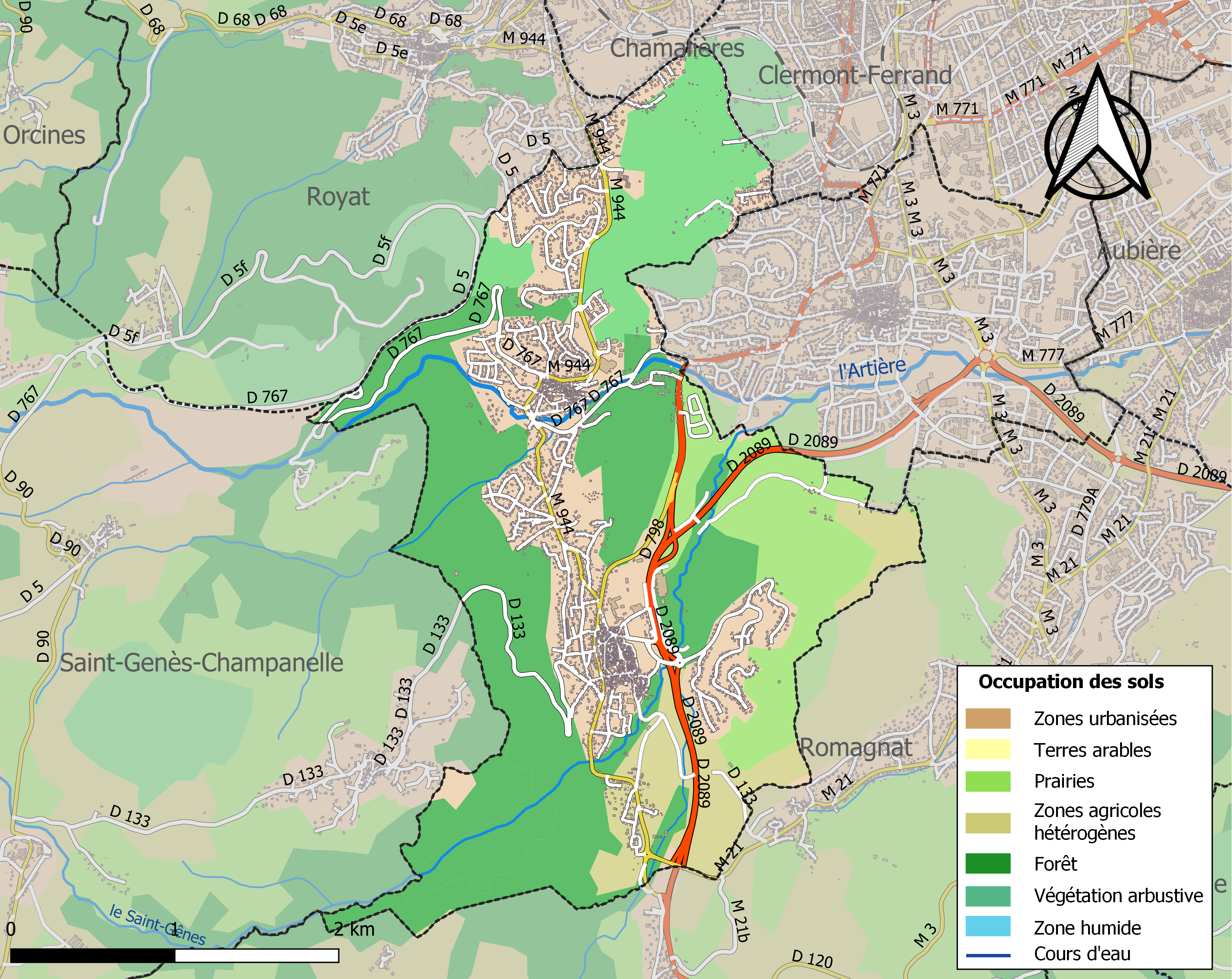
Carte des infrastructures et de l'occupation des sols de la commune en 2018 (CLC).

L'occupation des sols de la commune, telle qu'elle ressort de la base de données européenne d’occupation biophysique des sols Corine Land Cover (CLC), est marquée par l'importance des forêts et milieux semi-naturels (49,6 % en 2018), en augmentation par rapport à 1990 (48,7 %). La répartition détaillée en 2018 est la suivante :
forêts (38,4 %), zones urbanisées (28,1 %), prairies (12,8 %), milieux à végétation arbustive et/ou herbacée (11,2 %), zones agricoles hétérogènes (9,4 %). L'évolution de l’occupation des sols de la commune et de ses infrastructures peut être observée sur les différentes représentations cartographiques du territoire : la carte de Cassini (XVIIIe siècle), la carte d'état-major (1820-1866) et les cartes ou photos aériennes de l'IGN pour la période actuelle (1950 à aujourd'hui).

### Logement
En 2013, la commune comptait 2 943 logements, contre 2 604 en 2008. Parmi ces logements, 87,9 % étaient des résidences principales, 3,5 % des résidences secondaires et 8,7 % des logements vacants. Ces logements étaient pour 77,9 % d'entre eux des maisons individuelles et pour 19,4 % des appartements.
La proportion des résidences principales, propriétés de leurs occupants était de 75,1 %, en baisse par rapport à 2008 (79,1 %). La part de logements HLM loués vides était de 9 % (contre 4,4 %).

### Voies de communication et transports

#### Voies routières
La commune de Ceyrat était traversée par l'ancienne route nationale 89. Un contournement a été réalisé (RD 2089).
En direction de Romagnat, la RD 21 se termine près du terminus de bus Ceyrat Pradeaux.
Du centre-ville, la RD 133 monte jusqu'à Saint-Genès-Champanelle par le village de Berzet, et aussi vers Clémensat (commune de Romagnat).
De Boisséjour, la RD 767 relie Beaumont en descente et le circuit de Charade en montée. Elle criose la RD 5, sur la frontière avec Royat.
Depuis Royat, la RD 944 (anciennement RD 941c et RN 141c) dessert les quartiers de Boisséjour, de Boisvallon et s'embranche sur l'ancienne nationale 89.

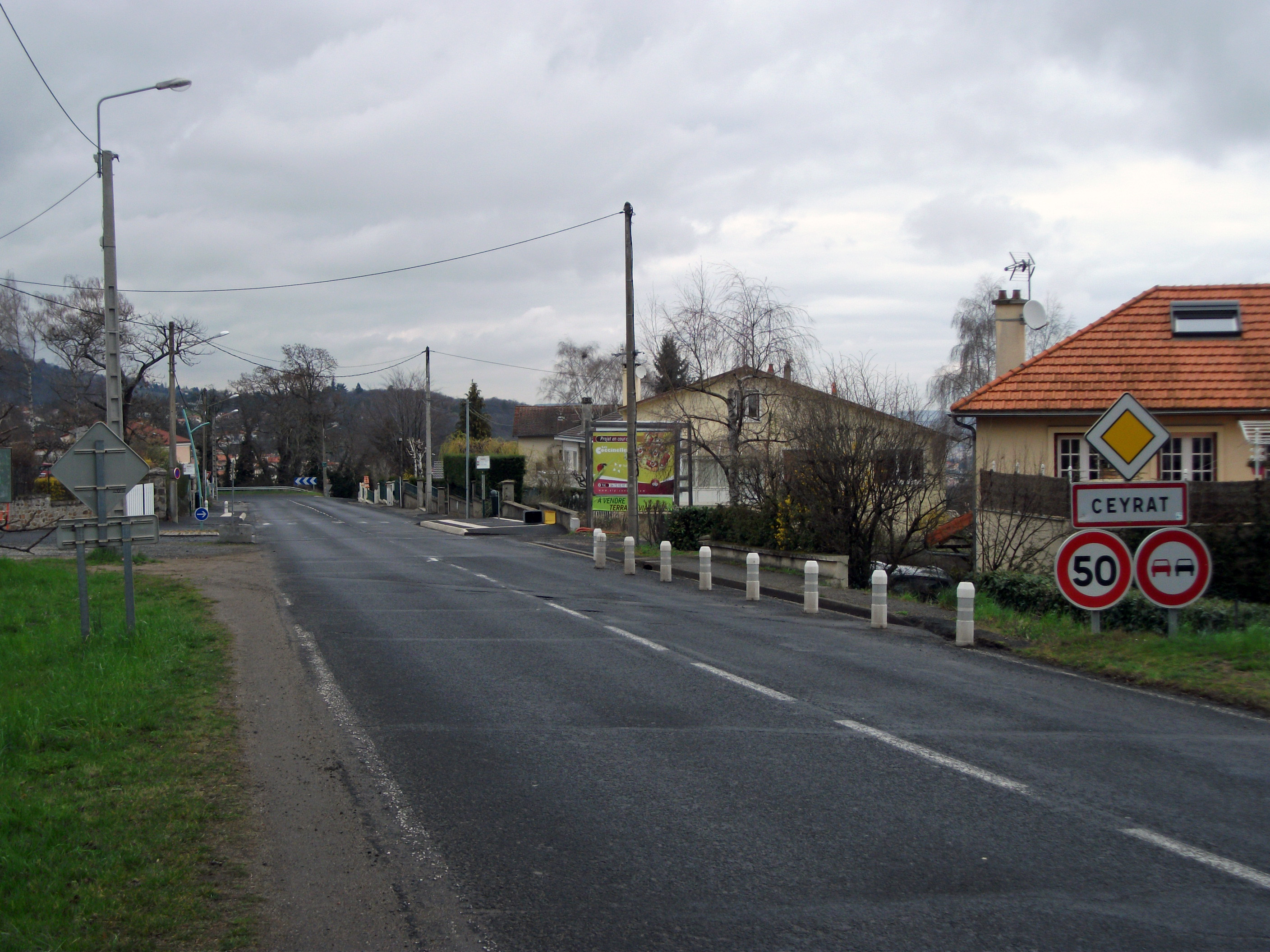
Entrée sud de Ceyrat.
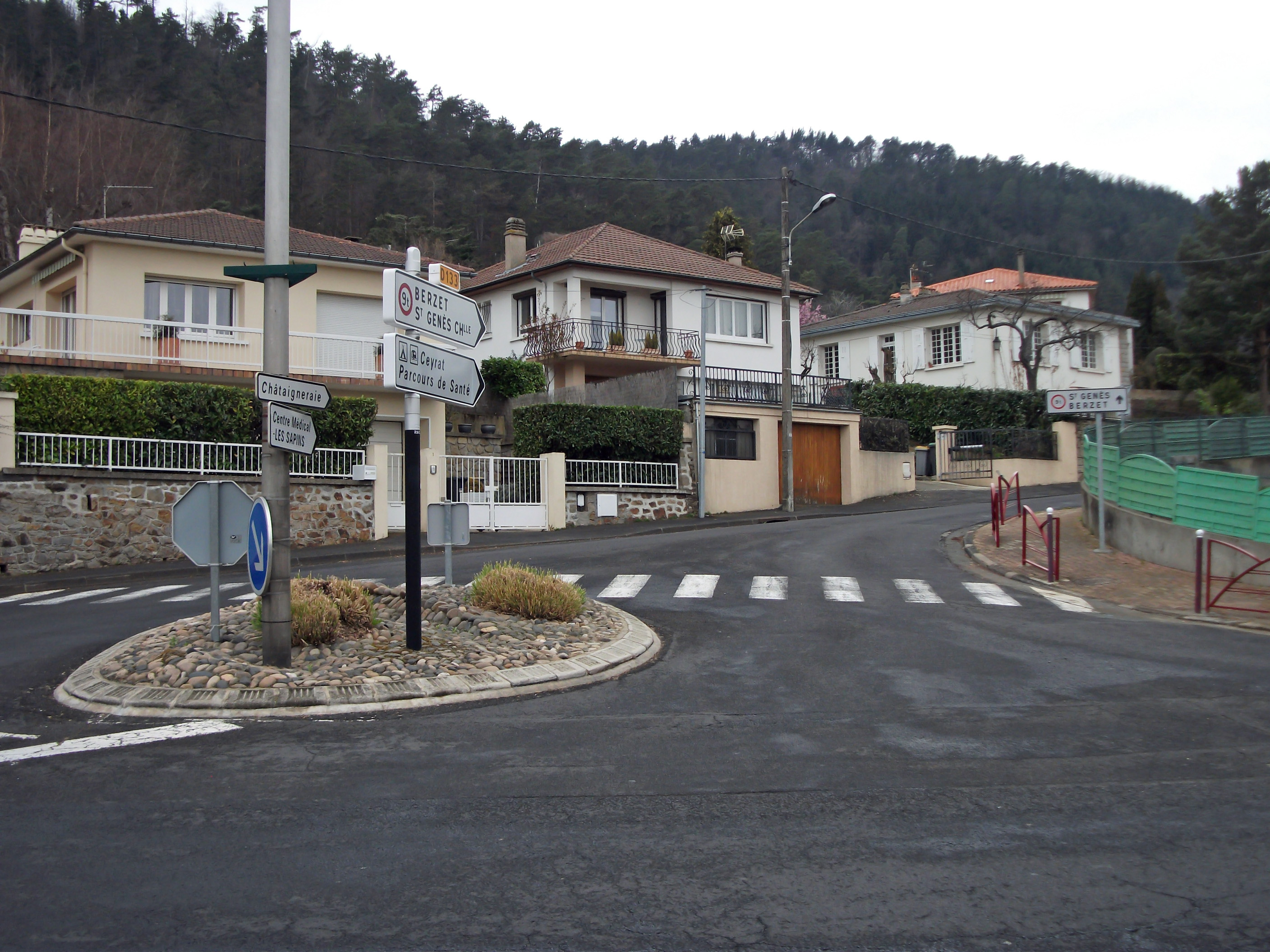
Route vers Berzet.
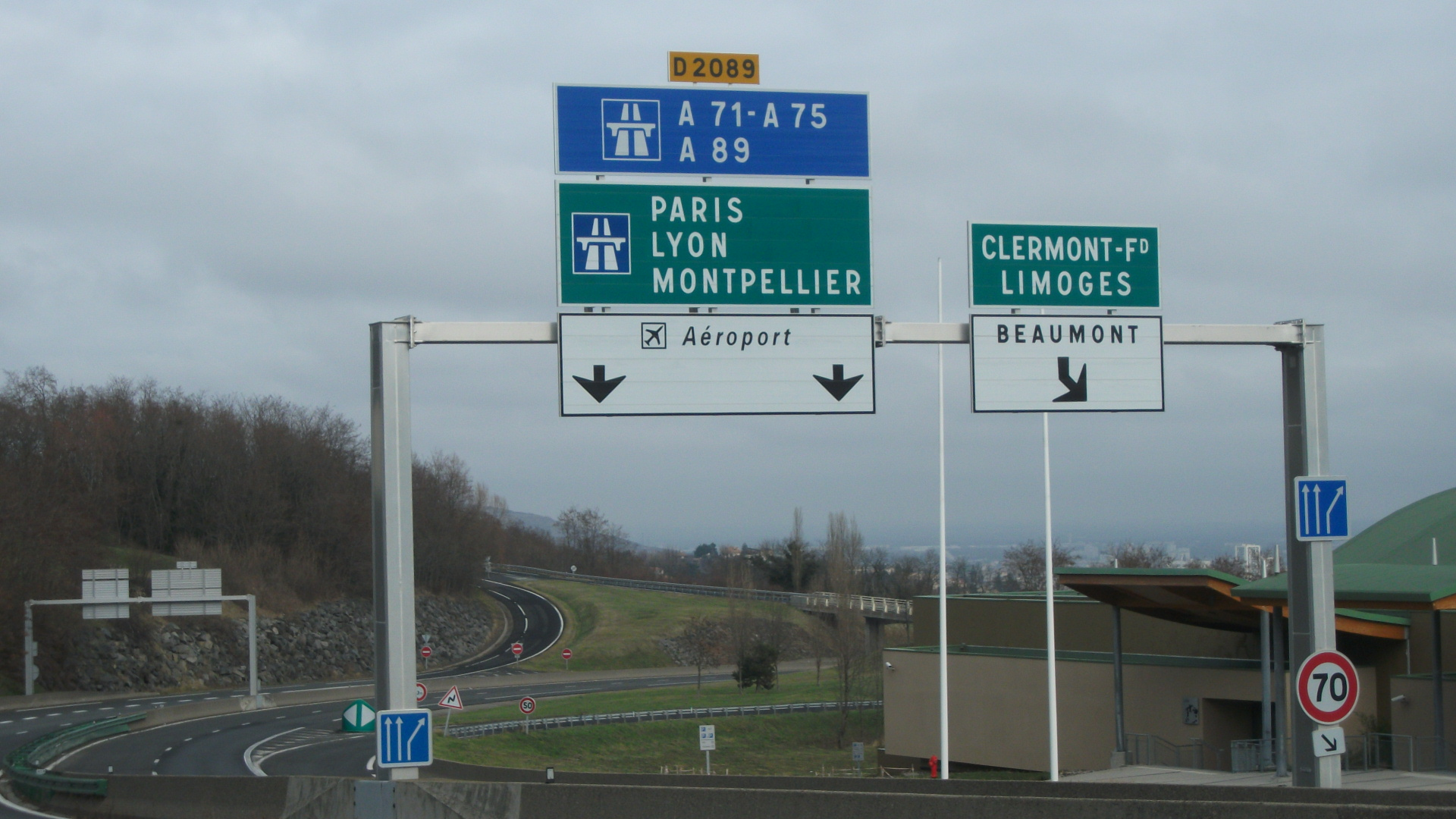
Ceyrat est contournée par la voie express RD 2089.
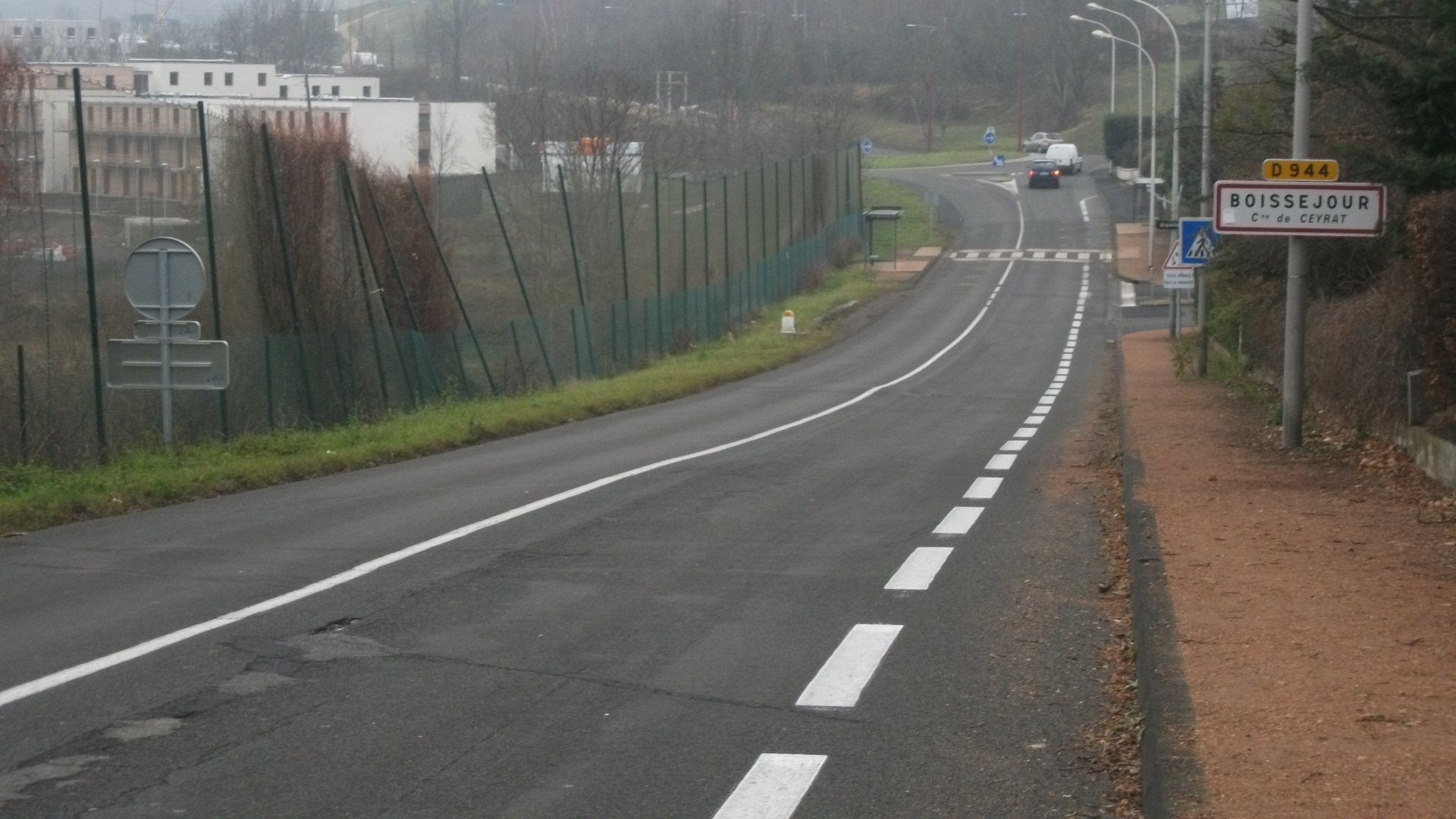
Entrée de Boisséjour par la RD 944.

#### Transports en commun

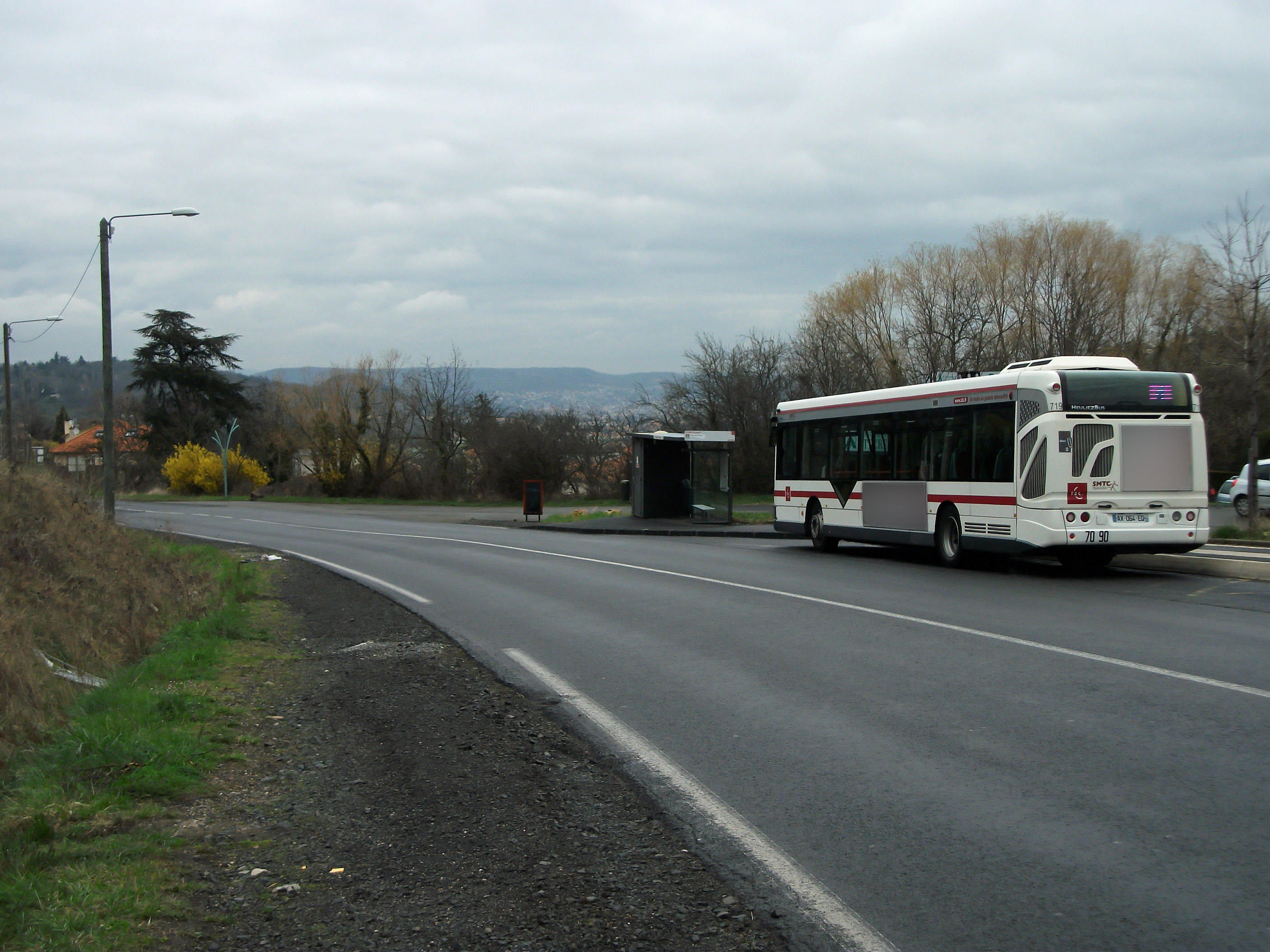
Un bus de la ligne 4 arrêté au terminus Ceyrat Pradeaux.

Deux lignes de bus T2C desservent Ceyrat :
- la ligne 4, reliant le quartier de Trémonteix à Clermont-Ferrand jusqu'à Ceyrat Pradeaux ;
- la ligne 26, desservant les quartiers de Boisséjour et de Fontimbert.

### Risques naturels et technologiques
La commune est soumise à plusieurs risques :
- feu de forêt ;
- mouvement de terrain (par éboulement, chutes de pierres et blocs, glissements de terrain et tassements différentiels) ;
- phénomènes liés à l'atmosphère et météorologiques ;
- risque sismique (niveau 3 : zone de sismicité modérée).

Un plan de prévention des risques naturels concernant divers cours d'eau pour l'inondation par crue à débordement lent de cours d'eau a été prescrit le 24 juillet 2014. L'agglomération se situe sur un territoire à risque important d'inondation (TRI de Clermont-Ferrand - Riom ; arrêté du 26 novembre 2012).
La commune n'a pas élaboré de document d'information communal sur les risques majeurs.

## Toponymie
Le nom de Ceyrat, qui s'orthographiait Seirac au XIe siècle, est issu du patronyme gallo-romain Serjus accompagné du suffixe -acum, soit le domaine de Serjus. Il deviendra par la suite Ceirat en auvergnat, et Ceyrat en français.

## Politique et administration

### Tendances politiques et résultats
Aux élections législatives de 2012, la députée Danielle Auroi, élue dans la 3e circonscription, a recueilli 54,89 % des suffrages exprimés. 61,86 % des électeurs ont voté (2 923 votants sur 4 725 inscrits).
Aux élections municipales de 2014, le candidat sortant s'est représenté mais a été battu par Laurent Masselot, avec 51,81 % des voix contre 48,18 % ; vingt-deux sièges sont pourvus au conseil municipal dont deux au conseil communautaire. Le taux de participation est de 64,68 %.
Aux élections européennes de 2014 :
- la liste UMP « Pour la France, agir en Europe avec Brice Hortefeux » arrive en tête avec 23,08 % ;
- la liste UG « Choisir notre Europe » avec 19,61 % ;
- la liste FN « Bleu Marine - Non à Bruxelles, Oui à la France » avec 14 % ;
- la liste UDI-Modem Les Européens avec 13,96 % ;
- le taux de participation est de 49,24 %.

Aux élections départementales de 2015, le binôme constitué de Jean-Paul Cuzin et d'Anne-Marie Picard, élu dans le canton de Beaumont, a recueilli dans la commune 54,77 % des suffrages exprimés. 51,83 % des électeurs ont voté (2 583 votants sur 4 984 inscrits).

### Administration municipale
En 2011, Ceyrat comptait 5 444 habitants. Ce chiffre a été retenu pour déterminer le nombre de membres du conseil municipal, s'élevant à 29 puisque le nombre d'habitants est compris entre 5 000 et 9 999.
Le conseil municipal, réuni le 5 juillet 2020 pour élire la nouvelle maire Anne-Marie Picard, a désigné huit adjoints.

### Liste des maires
| Période                                  | Période                      | Identité                    | Étiquette     | Qualité |
| ---------------------------------------- | ---------------------------- | --------------------------- | ------------- | --- |
| Les données manquantes sont à compléter. |                              |                             |               | |
| 1908[réf. nécessaire]                    | 1947                         | Baptiste Marrou             | Rad.          | Négociant Député du Puy-de-Dôme (1909-1927) Sénateur du Puy-de-Dôme (1927-1936) Conseiller général de Clermont-Ferrand-Sud-Ouest (1908-1919)                                                                          |
| mars 1959                                | ?                            | André Barroux               | SFIO puis PS  | Ingénieur Adjoint au maire (1953-1959) Sénateur du Puy-de-Dôme (1967-1983) |
| ?                                        | 1995                         | Henri Biscarrat (1920-2004) | PS            | Professeur agrégé honoraire |
| juin 1995                                | mars 2014                    | Alain Brochet               | PS            | Cadre Banque de France, ancien adjoint Conseiller général de Beaumont (1998-2015) Vice-président de Clermont Auvergne Métropole                                                                                       |
| mars 2014                                | 5 juillet 2020               | Laurent Masselot            | UDI puis LREM | Chef d'entreprise |
| 5 juillet 2020                           | En cours (au 5 juillet 2020) | Anne-Marie Picard           | LR            | Ancien cadre Conseillère départementale de Beaumont (depuis 2015) 12e vice-présidente du conseil départemental chargée des personnes âgées (depuis 2021) Vice-présidente de Clermont Auvergne Métropole (depuis 2020) |

### Politique environnementale
La collecte des déchets est assurée par la métropole.

### Jumelages

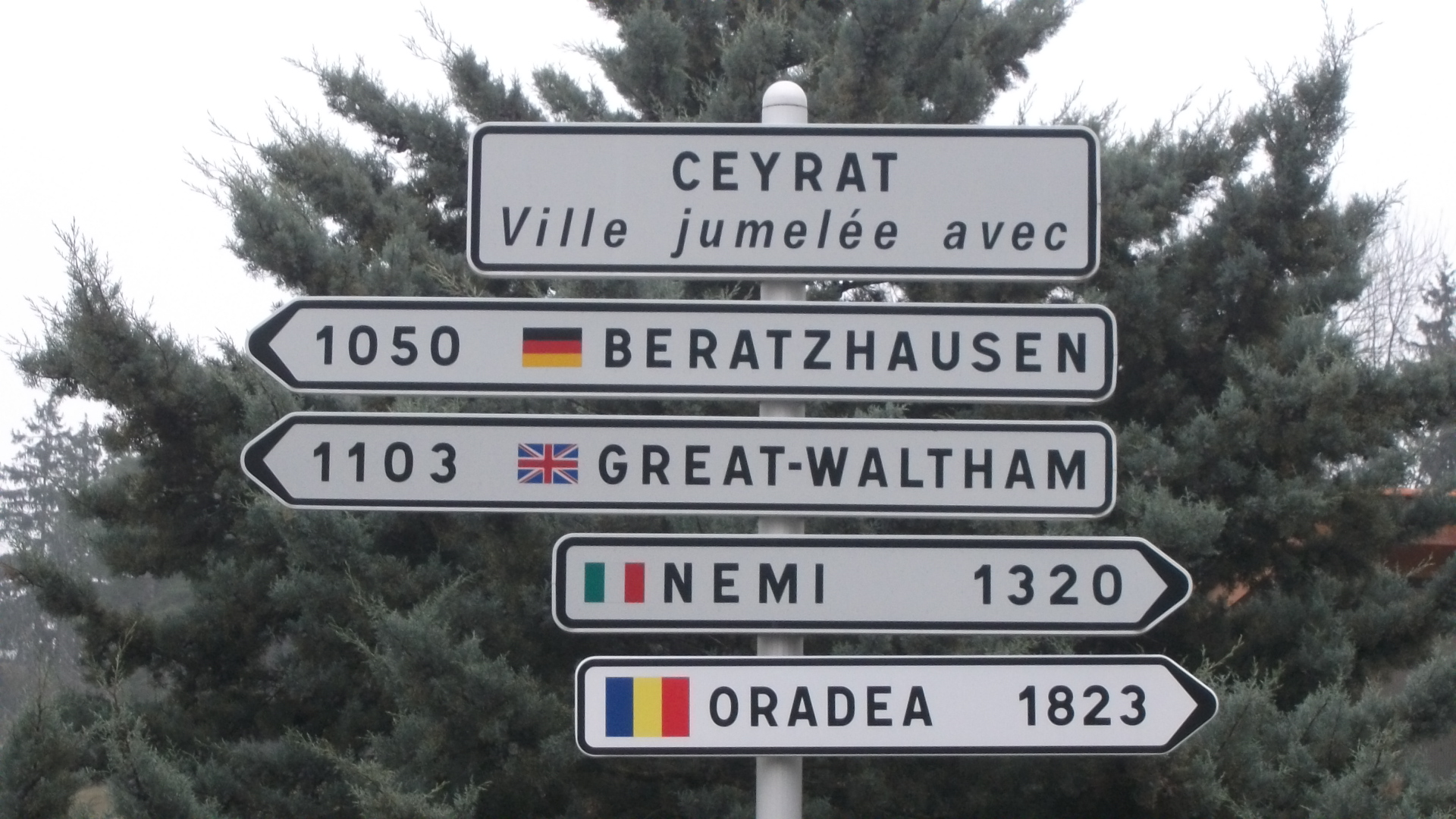
Panneaux indiquant les villes jumelées avec Ceyrat.

Ceyrat est jumelée avec :
- Beratzhausen (Allemagne) depuis 1975 ;
- Great Waltham (Royaume-Uni) depuis 1979 ;
- Nemi (Italie) depuis 1993 ;
- Oradea (Roumanie) depuis 2008.

## Population et société

### Démographie

#### Évolution démographique
Les habitants de la commune sont appelés les Ceyratois et les Ceyratoises.
L'évolution du nombre d'habitants est connue à travers les recensements de la population effectués dans la commune depuis 1793. Pour les communes de moins de 10 000 habitants, une enquête de recensement portant sur toute la population est réalisée tous les cinq ans, les populations de référence des années intermédiaires étant quant à elles estimées par interpolation ou extrapolation. Pour la commune, le premier recensement exhaustif entrant dans le cadre du nouveau dispositif a été réalisé en 2005.

En 2022, la commune comptait 6 548 habitants, en évolution de +2,76 % par rapport à 2016 (Puy-de-Dôme : +2,1 %, France hors Mayotte : +2,11 %).
| 1793  | 1800  | 1806  | 1821  | 1831  | 1836  | 1841  | 1846  | 1851  |
| ----- | ----- | ----- | ----- | ----- | ----- | ----- | ----- | ----- |
| 1 485 | 1 219 | 1 449 | 1 458 | 1 527 | 1 505 | 1 522 | 1 422 | 1 427 |

| 1856  | 1861  | 1866  | 1872  | 1876  | 1881  | 1886  | 1891  | 1896  |
| ----- | ----- | ----- | ----- | ----- | ----- | ----- | ----- | ----- |
| 1 394 | 1 357 | 1 354 | 1 346 | 1 322 | 1 285 | 1 214 | 1 216 | 1 189 |

| 1901  | 1906  | 1911  | 1921 | 1926  | 1931  | 1936  | 1946  | 1954  |
| ----- | ----- | ----- | ---- | ----- | ----- | ----- | ----- | ----- |
| 1 151 | 1 153 | 1 146 | 973  | 1 195 | 1 290 | 1 378 | 1 653 | 1 756 |

| 1962  | 1968  | 1975  | 1982  | 1990  | 1999  | 2005  | 2006  | 2010  |
| ----- | ----- | ----- | ----- | ----- | ----- | ----- | ----- | ----- |
| 2 219 | 2 850 | 4 000 | 4 727 | 5 283 | 5 593 | 5 466 | 5 458 | 5 341 |

| 2015  | 2020  | 2022  | - | - | - | - | - | - |
| ----- | ----- | ----- | - | - | - | - | - | - |
| 6 390 | 6 338 | 6 548 | - | - | - | - | - | - |

#### Pyramide des âges
En 2018, le taux de personnes d'un âge inférieur à 30 ans s'élève à 28,8 %, soit en dessous de la moyenne départementale (34,2 %). À l'inverse, le taux de personnes d'âge supérieur à 60 ans est de 33,1 % la même année, alors qu'il est de 27,9 % au niveau départemental.
En 2018, la commune comptait 3 067 hommes pour 3 323 femmes, soit un taux de 52,00 % de femmes, légèrement supérieur au taux départemental (51,59 %).
Les pyramides des âges de la commune et du département s'établissent comme suit.
| Hommes | Classe d’âge | Femmes |
| ------ | ------------ | ------ |
| 1,0    | 90 ou +      | 3,0    |
| 9,1    | 75-89 ans    | 10,4   |
| 21,5   | 60-74 ans    | 21,2   |
| 20,3   | 45-59 ans    | 20,0   |
| 18,4   | 30-44 ans    | 17,6   |
| 11,7   | 15-29 ans    | 11,5   |
| 18,0   | 0-14 ans     | 16,4   |

| Hommes | Classe d’âge | Femmes |
| ------ | ------------ | ------ |
| 0,7    | 90 ou +      | 2,1    |
| 7,4    | 75-89 ans    | 10,2   |
| 17,7   | 60-74 ans    | 18,6   |
| 20,2   | 45-59 ans    | 19,2   |
| 18,4   | 30-44 ans    | 17,4   |
| 18,6   | 15-29 ans    | 17,2   |
| 17     | 0-14 ans     | 15,3   |

### Enseignement
Ceyrat relève de l'académie de Clermont-Ferrand. Elle gère quatre écoles primaires publiques : l'école maternelle Clément-Bourdeix, le groupe scolaire Boisséjour composé de l'école maternelle Jean-Joseph-Chenay et de l'élémentaire, ainsi qu'une école élémentaire anonyme.
Les élèves poursuivent leur scolarité au collège de la commune (Henri-Pourrat), à l'exception des habitants de la rue du Docteur-Lepetit, se rendant au collège de Beaumont, puis à Clermont-Ferrand :
- au lycée Jeanne-d'Arc ou Blaise-Pascal, pour les élèves de seconde et les premières des filières générales[39] ;
- au lycée Lafayette ou Roger-Claustres pour la filière STI2D[39] ;
- au lycée Sidoine-Apollinaire pour les filières STMG[39], ST2S[40] et STL[41] ;
- au lycée Louis Pasteur à Marmilhat ou au lycée de Rochefort-Montagne pour la filière STAV[42].

### Sports
En 2009, l'Arténium, propriété de Clermont Auvergne Métropole a été inauguré. Il accueille les compétitions de judo, de karaté, de lutte, de sambo et de tennis de table.
La ville de Ceyrat possède un club d'athlétisme, de basket-ball, de handball, de football, de judo, de karaté, de lutte, de tennis et de tennis de table — ces huit disciplines étant regroupées sous le même nom (Espérance Ceyratoise) — ainsi qu'un club de cyclotourisme, de danse, de gymnastique, de viet vo dao et de yoga. Il existe deux clubs de pétanque à Ceyrat et à Boisséjour.
Le terrain de football, où réside l'Espérance Ceyratoise Football, porte le nom d'un joueur tué lors des attentats survenus le 13 novembre 2015 à Paris, Olivier Vernadal.

## Économie

### Revenus de la population et fiscalité
En 2010, le revenu fiscal médian par ménage était de 39 738 €, ce qui plaçait Ceyrat au 2 627e rang parmi les 31 525 communes de plus de 39 ménages en métropole.

### Emploi
En 2013, la population âgée de quinze à soixante-quatre ans s'élevait à 3 556 personnes, parmi lesquelles on comptait 74,1 % d'actifs dont 68,4 % ayant un emploi et 5,7 % de chômeurs.
On comptait 975 emplois dans la zone d'emploi. Le nombre d'actifs ayant un emploi résidant dans la zone étant de 2 476, l'indicateur de concentration d'emploi est de 39,4 %, ce qui signifie que la commune offre moins d'un emploi par habitant actif.
2 140 des 2 476 personnes âgées de quinze ans ou plus (soit 86,4 %) sont des salariés. 15,8 % des actifs travaillent dans la commune de résidence.

### Entreprises
Au 1er janvier 2014, Ceyrat comptait 276 entreprises : 8 dans l'industrie, 32 dans la construction, 182 dans le commerce, les transports et les services divers et 54 dans le secteur administratif.
En outre, elle comptait 293 établissements.

### Agriculture
Le recensement agricole de 2010 faisait état de trois exploitations agricoles, avec une surface agricole utile de onze hectares. Celle-ci fut cinq fois plus importante en 1988, avec sept exploitations.

### Commerce
Il existe un supermarché à enseigne Intermarché près du quartier de Boisvallon.
La base permanente des équipements de 2015 recense vingt commerces : un supermarché, une supérette, une épicerie, trois boulangeries, quatre boucheries-charcuteries, un magasin de vêtements, un magasin d'électroménager et de matériel audio-vidéo, une droguerie/quincaillerie/bricolage, une parfumerie, quatre fleuristes, un magasin d'optique et une station-service.

### Tourisme
Au 1er janvier 2016, la commune comptait un hôtel deux étoiles de 24 chambres, ainsi qu'un camping trois étoiles avec 168 emplacements.

## Culture et patrimoine

### Lieux et monuments

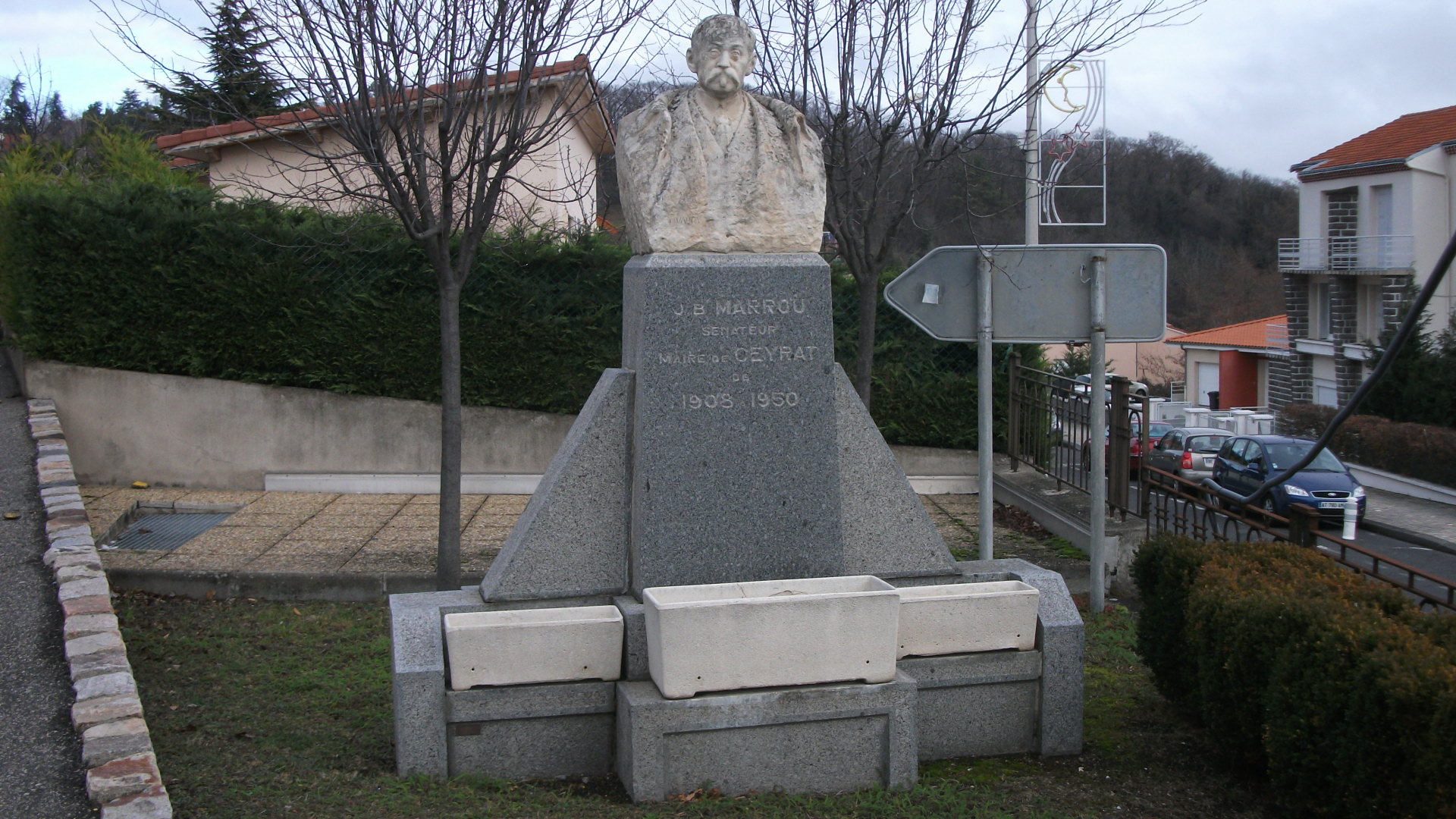
Monument érigé en hommage à un ancien maire de Ceyrat.

#### Monuments historiques
Ceyrat possède un monument historique : la croix Saint-Verny, située chemin de La Baumière, est inscrite au titre des monuments historiques par arrêté du 30 mai 1984.
Une croix en pierre de Volvic, inscrite au titre des monuments historiques par arrêté du 17 juillet 1926 est à présent détruite : la commission régionale du patrimoine et des sites d'Auvergne du 13 juin 1988 a acté de sa disparition.

#### Autres éléments remarquables
- Château de Montrognon ; ruines d'un donjon cylindrique du XIIe siècle.

### Patrimoine culturel

#### Cinéma
- En 1955, Gilles Grangier tourna au pont de Boisséjour une scène du film Gas-Oil, avec Jean Gabin et Jeanne Moreau. On y voit en particulier le tram électrique qui a desservi Ceyrat jusqu'en 1956.

### Personnalités liées à la commune
- L'écrivain auvergnat Jean Anglade qui résidait à Ceyrat.
- Yves Dreyfus, double médaillé olympique d'escrime par équipe à l'épée (bronze) en 1956 et 1964, plusieurs titres de champion du monde (réside dans la commune depuis 1970).
- Joseph Vebret, écrivain, réside dans la commune.

### Héraldique
| Blason de Ceyrat | Blason  | Écartelé, au 1, d'argent au bousset de sable, au 2, d'azur à la croix d'or, au 3, d'azur au dauphin pâmé d'or barbé, crêté et oreillé de gueules, au 4, d'argent à l'ours de sable |
| Blason de Ceyrat | Détails | Au 1 emblème des anciens vignerons du lieu, au 2 blason de la famille de Varvasse anciennement seigneurs du lieu ; au 3 blason brisé des dauphins d’Auvergne, qui ont été seigneurs de Montrognon, au 4 symbole de la rivière d’Artière (du gaulois artos « ours ») qui traverse la commune. Le statut officiel du blason reste à déterminer. |

En 1942 ces armoiries ont été représentées sur le fanion de la section de la Légion des combattants.